# Teupin Panah (Peulimbang)
Teupin Panah is een bestuurslaag in het regentschap Bireuen van de provincie Atjeh, Indonesië. Teupin Panah telt 571 inwoners (volkstelling 2010).